# António Sala
António Manuel Sala Mira Gomes ComM • ComIH (Vila Nova de Gaia, Vilar de Andorinho, 14 de Janeiro de 1949) é um locutor, compositor e cantor português.

## Biografia
Nasceu às 7h15 da manhã duma Sexta-feira, foi viver para Lisboa aos dez anos e entrou para a rádio em 1966. Tendo-se estreado aos microfones dos Emissores Associados de Lisboa, onde também era sonorizador e técnico de som, candidatou-se a um concurso da Rádio Ribatejo, onde veio a apresentar o programa Caravana das Cinco. Cantou em coros de igreja e forma os seus primeiros grupos, primeiro Os Fachos, depois os Argonautas.
Torna-se locutor profissional, novamente nos Emissores Associados de Lisboa, onde apresentou o programa da manhã com Paulo Medeiros e Carlos Pereira da Silva. Quando foi chamado a cumprir o serviço militar, também o fez como radialista, no programa Alerta Está, da Região Militar de Lisboa.
É como cantor que surgirá na televisão, em Canal 13, de Mário Dias Ramos. A carreira dos Maranata, agrupamento saído de um coro de igreja, inicia-se em 1971.  A sua estreia como apresentador de televisão, em 1972, acontece com Música Maestro, a primeira produção da Edipim. Após o 25 de Abril, grava o primeiro disco a solo, Recados de Telex.
Em 1978 apresenta o concurso Ou vai ou taxa, na RTP1. Transfere-se da RDP para a Rádio Renascença em 1979, onde obtém um enorme sucesso no programa matinal Despertar em co-apresentação com Olga Cardoso.  Escreve a música de Zé Brasileiro Português de Braga, com letra de Vasco de Lima Couto, para a cantora Alexandra, e interpreta com esta um dueto, no Festival RTP da Canção de 1980.  No mesmo ano publica Dicionário de Anedotas.
Em 1983 junta-se a Carlos Paião e Luís Arriaga para co-protagonizar O Foguete, de que foi um dos autores, na RTP1. Lança o livro Anedotas de Sala em 1984. Nesse ano regressa ao Festival RTP da Canção com Uma Canção Amiga.  Com o seu filho Miguel lança, em 1985, o single Parabéns a Você. Em 1987 canta ao vivo no Coliseu de Lisboa, na comemoração dos seus 20 anos de carreira, assinalando também os 50 anos de emissões da RR.
Em 1989 lança o LP Microfone e Voz, dedicado a Carlos Paião. 
Em 1990 começa a apresentar, na RTP2, o concurso Palavra Puxa Palavra. A partir de 1992 assume o cargo de director de programas da Rádio Renascença, em simultâneo com a apresentação do programa Despertar. Em 1993 apresenta na RTP o programa Você Decide e a nova versão do concurso 1,2,3. Ainda na RTP apresenta, em 1995, o concurso Quem é o quê?.
Em 1996 comemora 30 anos de carreira, com a edição do duplo CD Trinta Anos de Carreira, juntando 44 canções, e do lançamento do livro "Palavras despidas de música", com letras de músicas. Passa a conduzir um programa de entrevistas na Renascença, tornando-se ainda director-geral do Grupo Renascença, entre 2003 e 2007, ano em que passa a assessor do Conselho de Gerência.
A Videofono edita em 2007 um DVD com o documentário António Sala, o Comunicador. É editado também o duplo CD, Lisboa e o meu piano, com 15 temas de sua autoria ao piano.
Em 2011, o comunicador edita o livro António Sala - Memórias da Vida e da Rádio dos Afectos. O início de 2012 é marcado por um cancro que o obriga a retirar parte do rim direito. Supera-o com o optimismo que lhe é conhecido publicamente. Também foi jurado nas várias edições dos programas televisivos da TVI A Tua Cara Não Me É Estranha e A Tua Cara Não Me É Estranha Kids.

## Reconhecimento
O governo português agraciou-o com o grau de Comendador da Ordem do Infante D. Henrique, no dia 24 de novembro de 2023. Volta a ser condecorado a 8 de Junho de 2010, com a insígnia honorífica de Comendador da Ordem do Mérito pelo então Presidente da República Aníbal Cavaco Silva, durante as comemorações do Dia de Portugal.
Nuno Forte realiza em 2007, o programa António Sala, o Comunicador, que celebra os seus 40 anos de carreira e que conta com depoimentos de várias figuras portuguesas, entre elas: Amália, António Lobo Antunes, Artur Agostinho, Carmona Rodrigues, José Jorge Letria, Marcelo Rebelo de Sousa e Rui Veloso. 
Em 2007, é eleito pela Rádio Clube Português (do Grupo Media Capital) a maior figura de sempre da história da rádio em Portugal e é distinguido com a Medalha de Mérito da Cidade de Lisboa. 
A Sociedade Portuguesa de Autores distinguiu-o com o Prémio Igrejas Caeiro, em 2017. 
É autor da letra e música da canção Fado Safado, gravada por Rodrigo em 1980, uma das 150 canções, que constam na antologia, As Palavras das Canções, organizada por João Calixto, editada com o apoio da Sociedade Portuguesa de Autores. 

## Discografia
Entre a sua discografia encontram-se: 
Albuns
- Segredos (LP, CBS, 1985)
- Bons Velhos Tempos (LP, CBS, 1987)
- Microfone e Voz (LP, MBP, 1989)
- Histórias (CD, BMG, 1993)
- Trinta Anos de Carreira (2CD, BMG, 1996)
- Lisboa E O Meu Piano (2CD, EMI, 2007)

### Singles
- Recados de Telex/Por Uma Pataca (Single, Alfabeta, 1974)
- Uma Razão de Ser (Single, Rossil, 1980) - c/ Alexandra
- Fado Safado/Gosto disto Sim Senhor (Single, Rossil, 1982)
- Era Assim Que Eu Sonhava/Canção de Nós (Single, Polygram, 1983)
- O Foguete (Single, EMI, 1983) - c/ Carlos Paião e Luís Arriaga
- Meninos da Cidade/Meu Segredo (Single, Polydor, 1984)
- A Minha Aldeia (Single, Polydor, 1984)
- Uma Canção Amiga / Poema das Bocas Caladas (Single, CBS, 1984)
- (Onde Estão os) Meus Velhos Amigos / Cantiga De Uma Lenda Antiga (Single, CBS, 1984)
- Parabéns a Você / Versão Instrumental (Single, CBS, 1985) - c/ Miguel Sala
- A Canção do Despertar (Single, Polydor, 1988)
- O Fadinho dos Dois / Versão Instrumental (Single, MBP, 1990) - com Rodrigo
- Timor História de um Povo (Single, EMI, 1992)
- Ai Portugal

MARANATA
- He's Everything To Me (MV nº1)/Saudade/How Sweet Are The Tidings/Quão Grande És Tu (EP, musicorde, 1972) MEP 009
- Happiness Is The Lord/Caminos/Natal É Grito/Alors Je Chante (EP, Musicorde, 1973) MEP 021
- Maranata canta Mozart [Canto Ao Mundo/There Is More To Life/Jesus/Caminhei] (EP, Alfabeta, 1973) ALF021
- As Mãos (Single, Estúdio Ad Libitum, 1975)
- P’ra lá do mar/Faz do Amor A Tua Paz (Single, EMI, 1976)
- Vem e Canta (LP, EMI 1977)
- Velha Estrada/Quero Fazer Uma Estátua (Single, Rossil, 1978) 7019
- Barbara/Um navio, um avião, um comboio, uma auto-estrada ... p'ra voltar  (Single, Rossil, 1979) 7027
- Canta Mozart - Caminhos 1º Andamento da 40ª sinfonia (Single, Rossil, 1979) 7032
- Aleluia/Mary (Single, Rossil, 1979) 7038
- Lua vai e Lua vem/Meu Companheiro (Single, Rossil, 1980) 7061
- Filho (Xaile do Meu Peito)/Amazing Grace (Single, Rossil, 1981) 7062
- As Cores da Música (LP, Rossil)
- Blue Jeans/Canção da Rádio (Single, Rossil)
- Vai Seguro/Caminhos (Single, Rossil)

GRUPO MÚSICA
- A Ave e a Infância / Lição de Solfejo (Single, IMAVOX, 1977)
- Swiss Lady / No teu Mundo  (Single, Rossil, 1977) – Rossil 7000
- A-Ba-Ni-Bi / Quando a noite vem (Single, Rossil, 1978) – Rossil 7020
- Quando a noite vem (Single, Chantecler, 1979)

## Filmografia

### Televisão
| Ano                          | Projeto                                   | Notas                       | Canal |
| ---------------------------- | ----------------------------------------- | --------------------------- | ----- |
| 1990                         | Palavra Puxa Palavra                      | Apresentador                | RTP1  |
| 1993                         | Você Decide                               | Apresentador                | RTP1  |
| 1995                         | Quem é o Quê?                             | Apresentador                | RTP1  |
| 2012                         | A Tua Cara Não Me É Estranha (1.ª edição) | Jurado                      | TVI   |
| 2012                         | A Tua Cara Não Me É Estranha (2.ª edição) | Jurado                      | TVI   |
| 2012                         | A Tua Cara Não Me É Estranha - Duetos     | Jurado                      | TVI   |
| 2013                         | A Tua Cara Não Me É Estranha (3.ª edição) | Jurado                      | TVI   |
| 2014                         | A Tua Cara Não Me É Estranha: Kids        | Jurado                      | TVI   |
| 2020                         | A Máscara                                 | Camaleão                    | SIC   |
| 2020                         | A Máscara                                 | Convidado (Parte 1 do Ep.5) | SIC   |
| 2023 - 2024/ 2024 - presente | Estrelas ao Sábado                        | Jurado                      | RTP1  |

## Livros
Escreveu os livros: 
- Anedotas de Sala (Dinalivro) 3ª edi-1991
- Dicionário de Anedotas (Dinalivro, 1992)
- Palavras Despidas de Música (Dinalivro, 1997)
- Império de Brandos Costumes (Oficina do Livro, 2000)
- Histórias dos Avós Contarem aos Netos (Oficina do Livro, 2011)
- Memórias da Vida e da Rádio dos Afectos (Oficina do Livro, 2011)
- António Sala - Entrevistas (Chiado Editora, 2013)